# Dicamptus bicarinus
Dicamptus bicarinus är en stekelart som beskrevs av Nikam och Kanhekar 1984. Dicamptus bicarinus ingår i släktet Dicamptus och familjen brokparasitsteklar. Inga underarter finns listade i Catalogue of Life.